# Власкас
Власкас — голландський сир Гауда з твердою, але кремовою текстурою та солодким різким смаком. Власкас виробляється під брендом Бемстер фермерським кооперативом CONO Kaasmakers у Нідерландах. Назва перекладається як «лляний сир», але в сирі немає льону. Назва на честь історичного значення льону в голландській економіці.